# Traité de Buffalo Creek (1838)
Pour les articles homonymes, voir Traité de Buffalo Creek.
Le second traité de Buffalo Creek est un traité signé le 15 janvier 1838 entre plusieurs Nations amérindiennes de l'État de New York dont les Sénécas, Tuscaroras, Mohawks, Onondagas, Cayugas, Oneidas et les États-Unis. Selon les termes du traité, les Amérindiens devaient abandonner leurs réserves de Buffalo Creek (en), Tonawanda (en), Oil Springs (en), Cattaraugus (en) et Allegany et être déplacés dans le territoire du Kansas.
Face à des protestations, un nouveau traité fut signé en 1842, laissant aux Amérindiens les réserves d'Allegany, Cattaraugus et Oil Springs.